# Rinorea parviflora
Rinorea parviflora är en violväxtart som beskrevs av Thomas Ford Chipp. Rinorea parviflora ingår i släktet Rinorea och familjen violväxter. Inga underarter finns listade i Catalogue of Life.